# Таверни
Таверни (фр. Taverny) — муниципалитет во Франции, в регионе Иль-де-Франс, департамент Валь-д'Уаз. Население — 26 092 человека (1999).
Муниципалитет расположен на расстоянии около 22 км северо-западнее Парижа, 12 км восточнее Сержи.

## Демография
Динамика населения (Cassini и INSEE):

## Галерея изображений

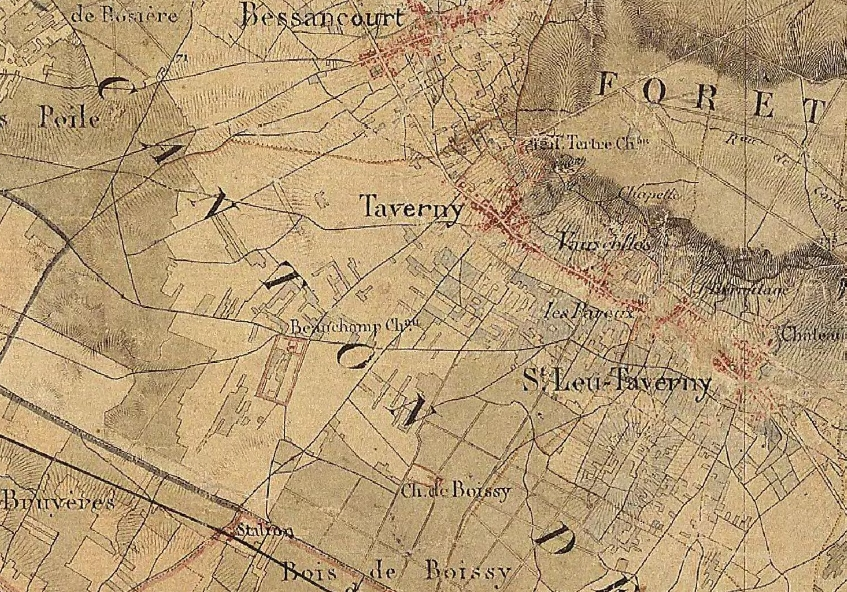
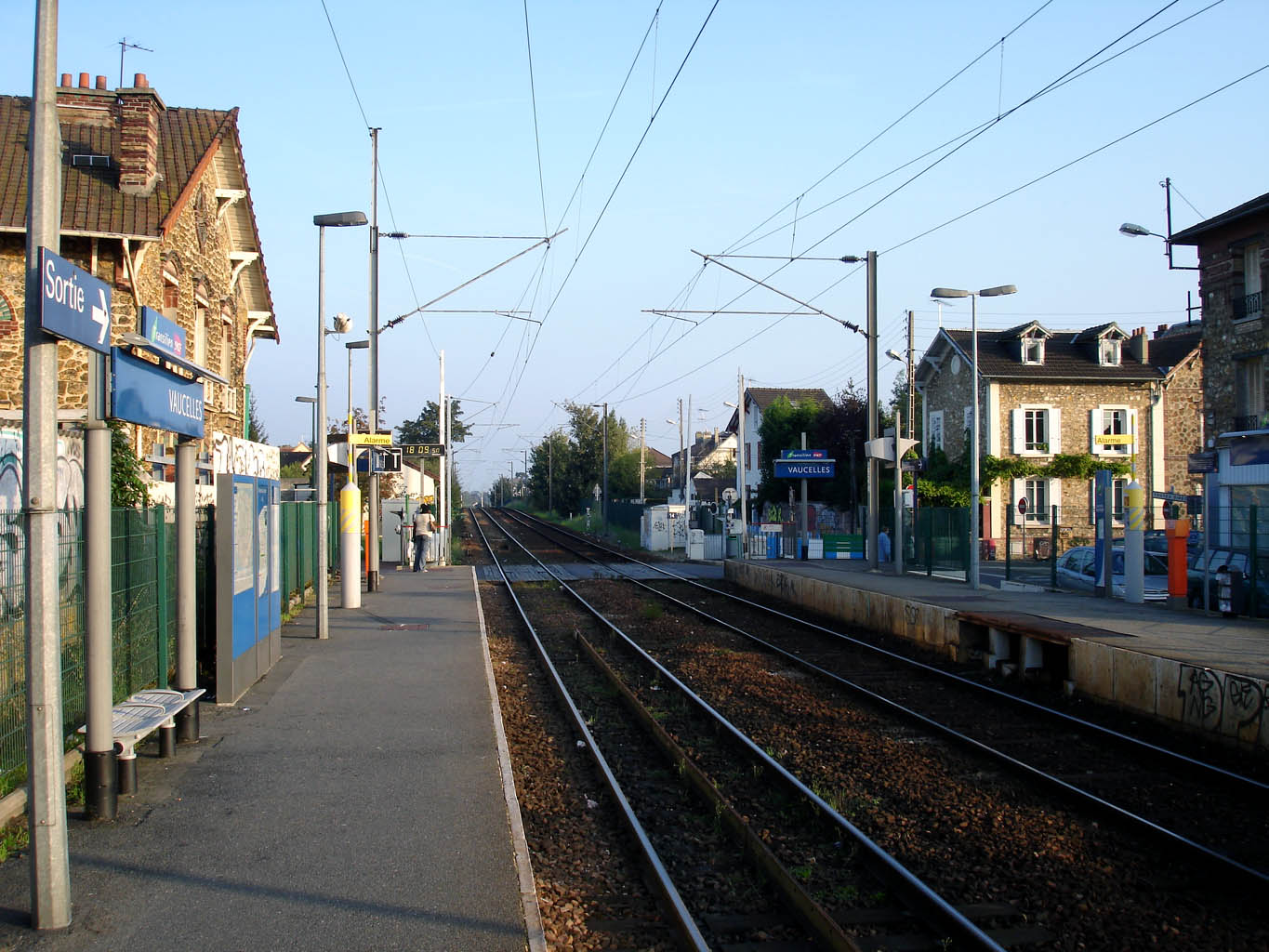